# Campo Taranz

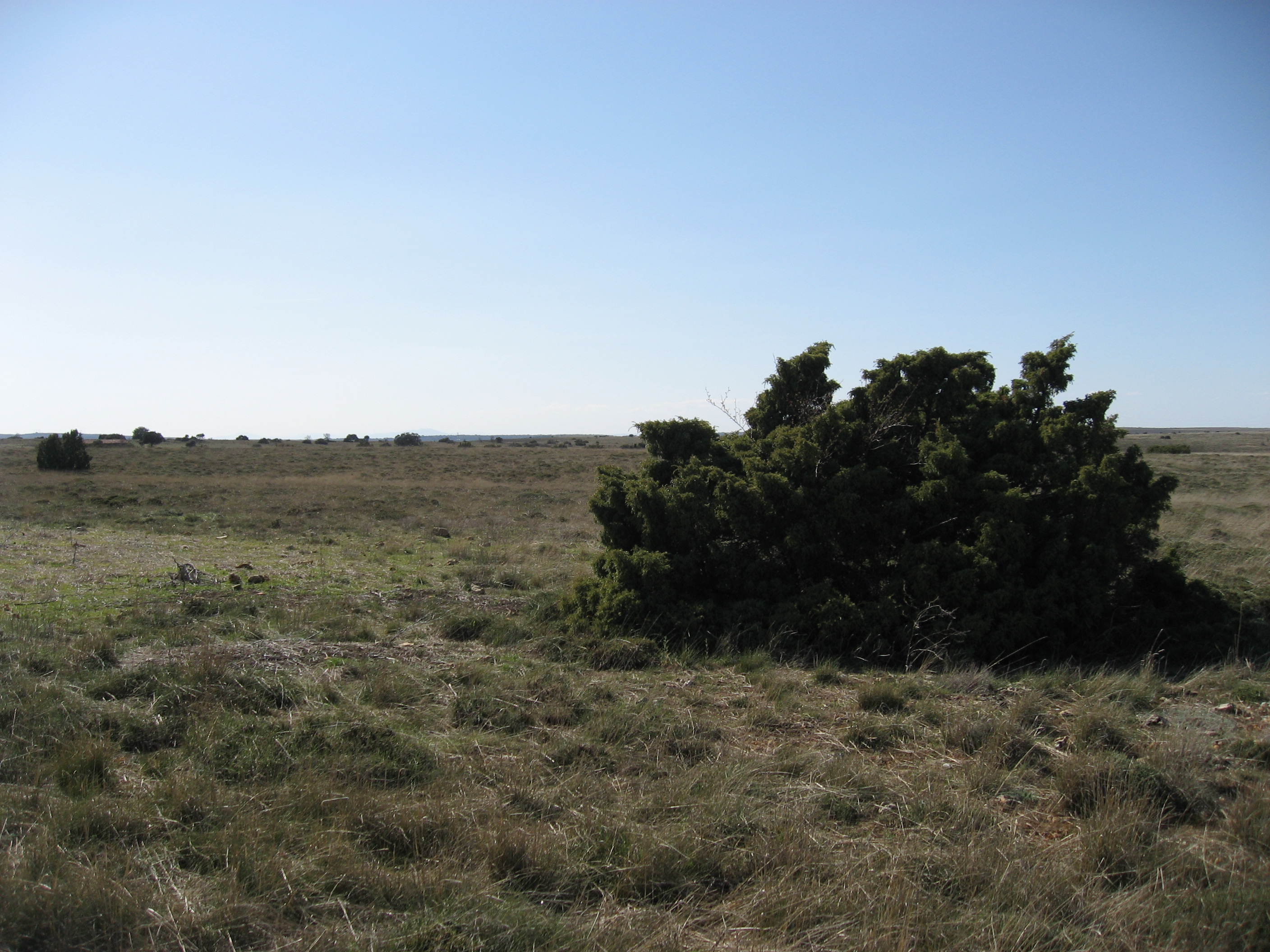
Vista del paraje del Campo Taranz en Anguita.

El campo Taranz o páramo de Layna es una paramera de España situada entre las localidades de Anguita, Luzón, en la provincia de Guadalajara, y Benamira  y Layna, en la provincia de Soria.
Por su extremo este linda con la sierra de Solorio, por su extremos norte y oeste, con sierra Ministra, por el sur con la vega del Tajuña.
Geológicamente, el lugar pertenece, mayoritariamente, al Jurásico Inferior. En la zona destaca la presencia del yacimiento de  Cerro Pelado, de principios del Plioceno Inferior.
En toda su extensión, sobrepasa los 1000 metros de altitud, llegándose a registrar temperaturas cercanas a los -11 °C en invierno, pudiéndose alcanzar los 4 °C o 5 °C en pleno verano.

## Flora y fauna
Destaca la presencia del cambrón (Genista pumila ssp. mugronensis), planta especialmente protegida, dada su reducida distribución. Son abundantes, también, el enebro (Juniperus communis), el tomillo (Thymus), así como la ajedrea (Satureja montana) y otras plantas de paramera. Son especialmente destacables las poblaciones de sabina albar (Juniperus thurifera L.), hallándose también plantaciones de pino albar (Pinus sylvestris), en la zona perteneciente a Anguita.

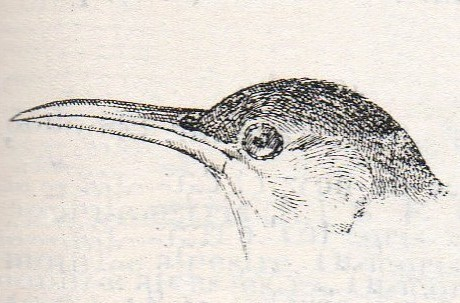
La Alondra de Dupont, según dibujo de Paul Paris (1875-1938).

Posee una de las mayores poblaciones de alondra de Dupont (Chersophilus duponti), junto a la que se halla en los Altos de Barahona (Soria). Destaca la abundante presencia de rapaces, aves de estepa (como la propia alondra, o ricotí), reptiles como la víbora hocicuda y la esporádica presencia del lobo ibérico.
Buena parte del espacio está declarado Lugar de Interés Comunitario y Zona de Especial Protección para las Aves.

## Datos y curiosidades
- Etimológicamente "taranz" procede de la voz "taranz" que significa "cambrón", dada su abundancia en el lugar.
- El "Campo Taranz" aparece dos veces expresamente citado en el Cantar de Mío Cid.
- En él comienza el segundo mayor campo eólico de Europa: el parque eólico de Maranchón.
- La vía de alta velocidad Barcelona-Madrid lo atraviesa.